# دان تشن
دان تشن هو كاتب أغاني ومنتج أسطوانات كندي، ولد في 2 ديسمبر 1977.